# Ален мак (песен)
Вижте пояснителната страница за други значения на Ален мак.
„Ален мак“ е българска песен, написана по текст на Иван Сокачев.
Стихът на песента е създаден на фронта, след един от боевете при Чаталджа, през 1913 г., от офицера Иван Ангелов Сокачев в момент на носталгия по родината и близките.
Когато се връща от фронта, той решава, че от това би станало чудесен текст за песен и го дава на музикантите от оркестъра на софийския ресторант „Дълбок зимник“ да го музицират. Те го включват в своя репертоар и така Димитър Благоев, който е редовен клиент на ресторанта, чува песента и я прави химн на българските комунисти.
```
Ален мак, самотен скръбен,
сред буйна нива е цъфнал
и огнен поглед неутешимо
към тежък клас е приковал.

Нерадост... мисли го измъчват:
Защо никнах, защо цъфтя?
Безвестно тука ще окапя,
ненужен никому в света...

А утре – в жетва приближала,
жетвар плодът ми ще пилей
и нейде вятърът далече
безследно семе ще отвей.

Но тих ветрец повея нежно
и чу сам аления цвят,
на скръб и болки накипели
прошепнат тихичко ответ:

От твойто семе ще поникнат,
ще цъфнат огнени цветя'
и ален мак ще гизди вечно
букета мил на пролетта!

Чаталджа, 1913 г.

```

## Други
На песента е наречена улица в квартал „Горубляне“ в София (Карта).